# Palacios (Santa Fe)
Palacios es una localidad argentina ubicada en el departamento San Cristóbal de la provincia de Santa Fe.
Se encuentra sobre la ruta nacional 34, la cual constituye su principal vía de comunicación vinculándola al norte con Ceres y al sur con Sunchales.
La localidad fue conformada en 1891, cuando un grupo de inmigrantes rusos de origen judío llegó a los campos de Pedro Palacios, un terrateniente. Hubo diversos inconvenientes, y por ello buena parte terminó instalándose en Moisés Ville, pero luego la Jewish Colonization Association fomentó el desarrollo de inmigrantes judíos en Palacios mediante diversas acciones. El templo católico recién sería construido en 1919. En 1957 se fusionaron dos instituciones de la localidad, conformando el Club Palacios.

## Población
Cuenta con 532 habitantes (Indec, 2010), lo que representa un descenso del frente a los 638 habitantes (Indec, 2001) del censo anterior.
| Gráfica de evolución demográfica de Palacios entre 1991 y 2010 |
|                                                                |
| Fuente: Censos nacionales del INDEC                            |